# 哥倫比亞美鯰
哥倫比亞美鯰，為輻鰭魚綱鯰形目美鯰科的其中一種，為熱帶淡水魚，分布於南美洲哥倫比亞马格达莱纳河流域，棲息在底層水域，生活習性不明。